# Palaiargia ernstmayri
Palaiargia ernstmayri is een libellensoort uit de familie van de breedscheenjuffers (Platycnemididae), onderorde juffers (Zygoptera). De soort is endemisch voor het Arfak gebergte, met tot op heden slechts vier waarnemingen.
De wetenschappelijke naam van de soort is voor het eerst geldig gepubliceerd in 1972 door Lieftinck. Lieftinck baseerde de soort op exemplaren in museumcollecties verzameld in 1928 bij het dorpje Siwi door Ernst Mayr, en in 1957 bij het dorpje Sururai door Hardy. De soort is daarna nog twee keer gerapporteerd, door S. Lamberts nabij Mokwam in 2011 en door Marco Langbroek nabij Syoubri in 2016.
Mannetjes van de soort zijn nagenoeg geheel donker, met twee opvallende rode strepen op het borststuk en rode vlekken tussen de ogen. De onderste achterlijfaanhangsels zijn haakvormig.